# خارش (آلبوم چندآهنگه)
«خارش» (به انگلیسی: Itch) آلبومی چندآهنگه از گروه موسیقی آلترنتیو راک ریدیوهد است که در سال ۱۹۹۴ میلادی منتشر شد.